# Misgolas echo
Misgolas echo là một loài nhện trong họ Idiopidae.
Loài này thuộc chi Misgolas. Misgolas echo được Raven & G miêu tả năm 2006. Wishart.